# 코모로 제도

코모로 제도

코모로 제도는 마다가스카르 섬과 아프리카 대륙 사이에 놓인 인도양의 섬이다.
그랑드코모르섬, 모엘리섬, 앙주앙섬, 마요트섬의 네 섬과 주위의 작은 섬으로 이루어져 있다.
정치적으로 코모로 제도는 두 체제로 나뉘어 있다.
- 코모로 연방. 독립국
- 마요트 — 프랑스의 해외 영토

코모로 연방은 북쪽의 세 섬으로 이루어져 있다. 앙주앙과 모엘리는 1997년 독립을 선언했으나, 국제적으로 인정받지 못하였고, 이 독립 선언은 이후에 철회되었다.